# Сумма против язычников
Сумма против язычников (лат. Summa contra Gentiles) — один из самых известных трактатов Фомы Аквинского, написанный в четырех книгах в период между 1259 и 1265 годами.
Этот труд также известен под названием «Liber de veritate catholicae fidei contra errores infidelium» («Книга об истинности католической веры, против заблуждений неверующих»).
Известна также как «Сумма философии» («Summa Philosophiae»).
Тогда как «Сумма теологии» была написана для объяснения христианской веры студентам-теологам, «Сумма против язычников» носит апологетический характер.
Считается прологом к «Сумме теологии».

## Текст
- Сумма против язычников // Азбука веры.